# Baronia de Bellera

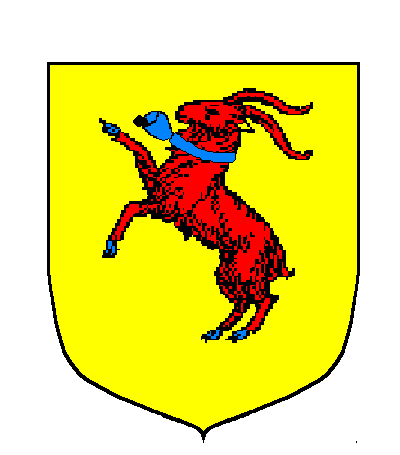
Escut dels barons de Bellera

La Baronia de Bellera, juntament amb les baronies d'Abella, Erill i Orcau, era una de les baronies històriques de l'actual Pallars Jussà, amb extensió cap a una part del Pallars Sobirà.
L'origen de la baronia de Bellera s'ha d'anar a cercar en un antic pagus, del segle ix, que comprenia la Vall de Bellera i tenia com a centre el monestir de Sant Genís de Bellera.
Esmentada ja com a baronia al segle xii, es cognominà amb el nom de la baronia fins al segle xv.
Comprenia les valls de Bellera i Àssua, la vila de Rialb de Noguera i algunes localitats més del Pallars Sobirà. El poble de Sarroca de Bellera fou un dels seus principals nuclis.
En el fogatjament del 1365-1370, la baronia de Bellera tenia 370 focs (uns 1.850 habitants). En aquell moment, el senyor era Joan de Bellera. Tanmateix, el 1381, encara amb Joan de Bellera, es taxaven en 183 focs (uns 915 habitants), només, la seva població. La llista de llocs que pertanyien a Joan de Bellera en aquell moment eren: el lloc de Rialb, Llessui, el lloc de la Torre, Seurí, Bernui, el lloc d'Altron, Surp, Vilamitjana, el lloc d'Ensui, Arestui, la Roca de Bellera, Vilella, Salmanui, Santa Coloma de Bellera, el lloc de Larén, el lloc de la Bastida, el lloc d'Erdo, Estavill, el lloc d'Antist, Castellestaó, el lloc d'Obeix, el lloc d'Aguiró i Astell.
Un dels seus titulars de més renom fou Guillem de Bellera. L'any 1342 rebé, juntament amb Arnau d'Erill, baró d'Erill, l'encàrrec d'atacar el rei de Mallorques, Jaume III, per la Cerdanya, i després continuà els combats pels territoris del Rosselló i la Cerdanya, pertanyents al Regne de Mallorques, fins al final, quan aquest regne fou reincorporat a la Corona d'Aragó. Durant la guerra, el 1344, però, fou nomenat governador del Rosselló i de la Cerdanya i encarregat de la indagació de les acusacions de fer moneda falsa que requeien sobre Jaume III de Mallorca, un cop conquerida Perpinyà i, per tant, la seva fàbrica de moneda: la seca.
Continuà els anys següents desenvolupant càrrecs a la Catalunya Nord, un cop tornaven a estar sota el domini directe dels comtes de Barcelona i reis d'Aragó: castellà de Perpinyà i encarregat de la persecució contra els partidaris de Jaume III de Mallorca. El 1348 fou destinat a Borriana com a governador, i el 1352 participava al costat dels altres senyors pallaresos en les lluites contra els partidaris de la Unió i de l'infant Ferran.
A principis del segle xv, per matrimoni passà als barons de Cervelló i de Sant Vicenç dels Horts, de cognom Ballester, que incorporaren el de Bellera al seu cognom. El mateix s'esdevingué amb els Luna, que succeïren els Ballester.
El 1425 els Bellera van vendre la vall d'Àssua i la Baronia de Rialb al comte de Foix, qui, tanmateix, no en prengué possessió fins al 1460.
Als segles següents el títol anà canviant de família: a mitjan segle xvi pertanyia als Ansa, senyors de la Cirera; a principis del xvii, als Ivorra, castellans de Corbins; un segle més tard, als Copons, marquesos de la Manresana, poc després als Pinós-Santcliment, marquesos de Santa Maria de Barberà, i encara una mica més tard, als Sarriera, comtes de Solterra.
En l'actualitat la baronia de Bellera té com a titular Ramon de Sarriera i Pinós-Santcliment i Fernández de Muniaín, Marquès de Santa Maria de Barberà.